# Кашкино
Ка́шкино (рос. Кашкино, башк. Ҡашҡа) — село (у минулому присілок) у складі Аскінського району Башкортостану, Росія. Адміністративний центр Кашкинської сільської ради.
Населення — 843 особи (2010; 952 у 2002).
Національний склад:
- башкири — 98 %